# Корреццола
Корреццола (итал. Correzzola) — коммуна в Италии, располагается в провинции Падуя области Венеция.
Население составляет 5574 человек (на 2010 г.), плотность населения составляет 131,15 чел./км². Занимает площадь 42 км². Почтовый индекс — 35020. Телефонный код — 049.
Покровителем коммуны почитается святой Леонард, празднование 6 ноября.